# Östra Karups kyrka
Östra Karups kyrka är en kyrkobyggnad i Östra Karup nära Båstad. Den är församlingskyrka i Båstad-Östra Karups församling i Lunds stift. Kyrkan ligger i landskapet Halland, men tillhör Skåne län.

## Kyrkobyggnad
Kyrkan är uppförd av sten och härstammar från 1000- eller 1100-talet och är helgad åt S:t Olof. Ursprungligen är den byggd i romansk stil med långhus, smalare kor, samt absid i öster. Sedan dess har kyrkan genomgått ett flertal ombyggnader.
Kyrktornet finns i väster och härstammar från 1200-talet, men fick återuppbyggas efter ett ras 1916. På 1200- eller 1300-talet uppfördes ett vapenhus vid norra ingången. Vapenhuset revs år 1826 då en ny ingång togs upp i tornets västra vägg.
1869 blev kyrkan en korskyrka genom att den byggdes ut i norr, syd och öst.
1898 påträffade Viktor Ewald en märklig sten i grundmuren, en så kallad tympanonsten. Denna sten hade tidigare suttit över den ursprungliga södra ingången, som var männens ingång. Stenen var försedd med ristade bilder. I mitten fanns en biskop med mitra och kräkla i handen. Vid hans västra sida fanns ett invigningskors och ett svärd. Nedtill ringlade sig en ormliknande figur längs stenen.
Senaste större restaurering gjordes 1970-71 då bland annat sakristian och predikstolen flyttades. Kyrkan var stängd under renoveringen och återinvigdes annandag pingst 1971. Stävie Byggnads AB var huvudentreprenör och kyrkklockor och klockspel levererades av M & E Ohlssons klockgjuteri.
2013 fick kyrkan nytt tak av ekspån, då furuspånstaket från 1988 läckte in vatten. Samtidigt blev putsen på fasaden åtgärdad och plåt byttes ut.

## Inventarier
- Nuvarande predikstol tillkom vid slutet av 1800-talet.
- Altartavlan är gjord av Pär Siegård 1952.
- Dopfunten av granit är sannolikt lika gammal som kyrkan.
- Triumfkrucifix från mitten av 1200-talet. Korset hänger i triumfbågen[4].

### Orgel
Den nuvarande orgeln byggdes 1842 av Johan Nikolaus Söderling, Göteborg och är en mekanisk orgel. Pedalen är bara 1 1/2 oktav lång och principalen och gedachten är delade mellan f/f#. Orgeln renoverades och omändrades 1948 av Frederiksborgs Orgelbyggeri, Hilleröd, Danmark.
| Manual           | Pedal   |
| Principal 8' B/D | Bihängd |
| Gedacht 8´ B/D   |         |
| Fugara 8´        |         |
| Octava 4'        |         |
| Flöjt 4'         |         |
| Octava 2'        |         |
| Valdflöjt 2'     |         |
| Scharf 3 chor    |         |

## Bildgalleri

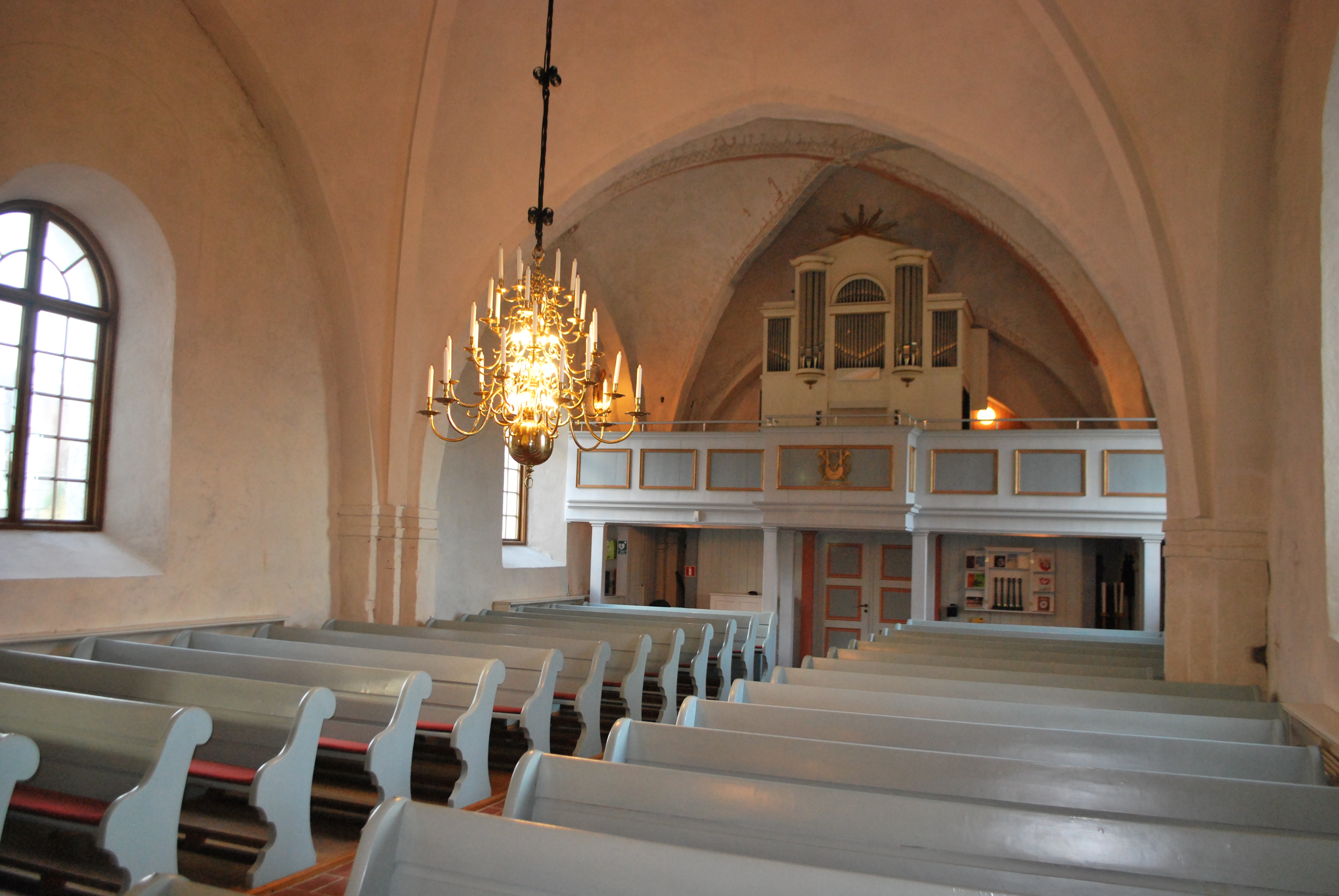
Kyrkorum mot väster
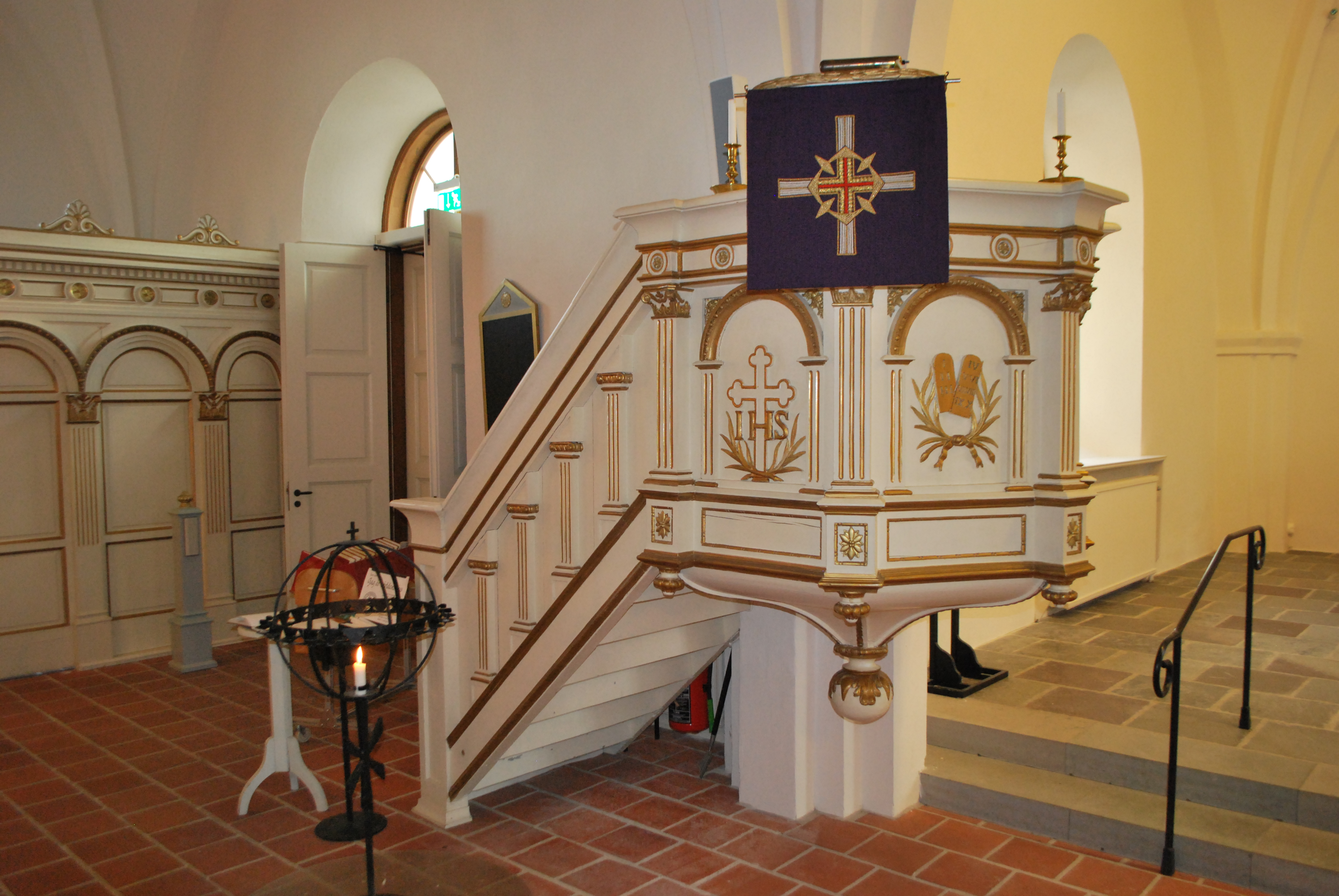
Predikstol
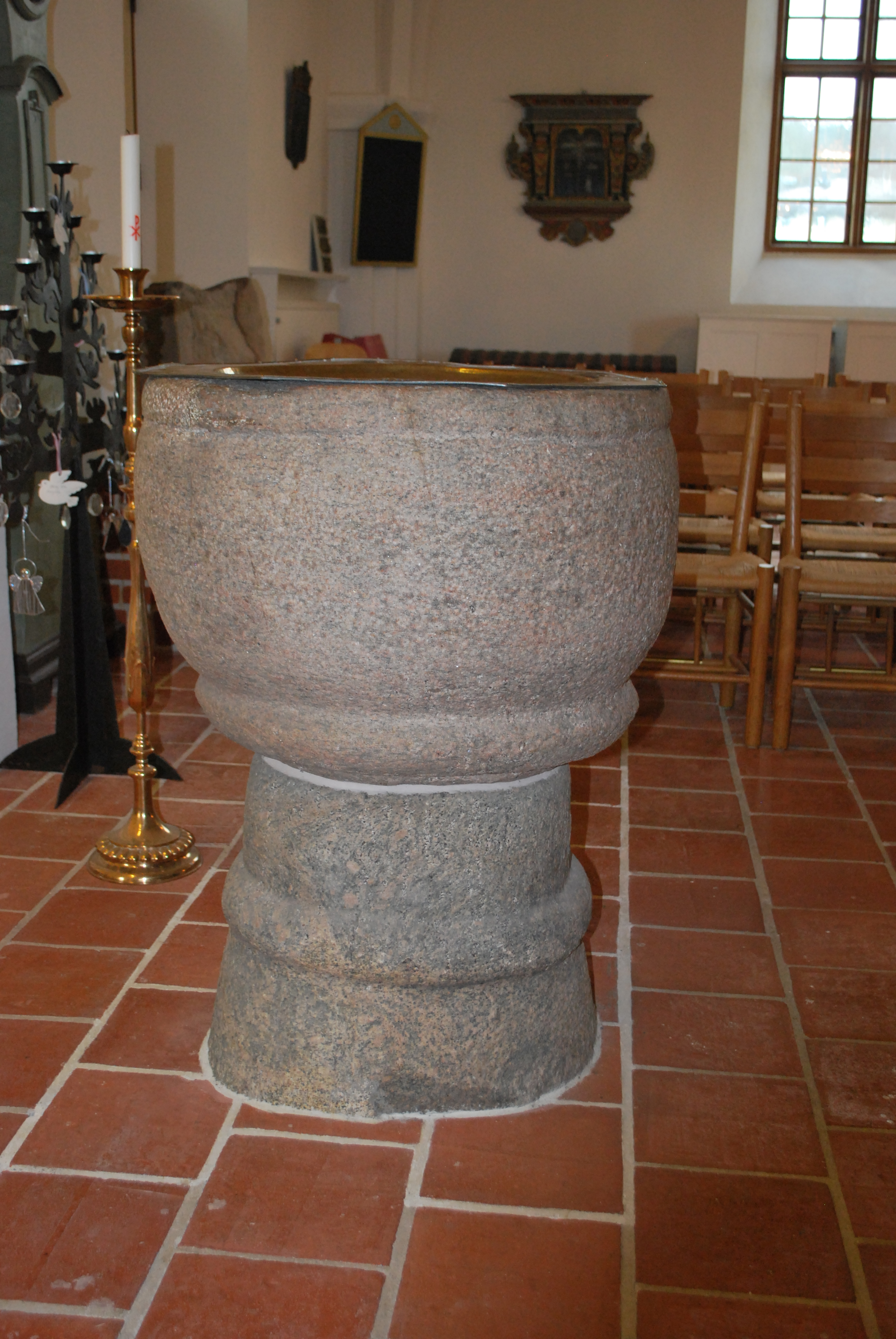
Dopfunt